# Успенский, Василий Михайлович
 Василий Михайлович Успенский (р. 1985) — российский искусствовед, куратор.

## Биография
Научный сотрудник отделения гравюр Государственного Эрмитажа, хранитель итальянской гравюры.
Выпускник факультета теории и истории искусств Санкт-Петербургского академического института живописи, скульптуры и архитектуры им. И. Е. Репина (2007).
Преподаватель истории и теории дизайна в Школе дизайна НИУ ВШЭ (Курсы «Гравюра: свобода и эксперимент от Дюрера до Пикассо», «Музей между Храмом и Диснейлендом. Дизайн выставок с точки зрения куратора»).
Приглашенный эксперт Научно-исследовательского независимого центра экспертиз им. А. Бенуа.
Участник международных семинаров и симпозиумов, в том числе: «Renaissance Figure — Renaissance Man», Fondazione del Bianco, Firenze (2006), «Royal Collection Studies», The Attingham Trust, London (2019), «Curating Prints», Prints Quarterly, London (2023).
Регулярный участник программ на телеканалах «Культура» («Правила жизни», «Мой Эрмитаж», «Наблюдатель»), и «Санкт-Петербург», а также радио «Вести ФМ», «Эхо Москвы» и др.

## Выставки
Куратор выставок и автор каталогов:
- «Дворцы, руины и темницы: Джованни Баттиста Пиранези и итальянские архитектурные фантазии XVIII века» (Государственный Эрмитаж, 2011; в сокураторстве с А. В. Ипполитовым и М. Ф. Коршуновой; версия в Екатеринбургском музее изобразительных искусств в 2012).
- «Палладио в России. От барокко до модернизма» (музей Коррер, Венеция, 2014; ГМЗ «Царицыно» и Музей архитектуры им. А. В. Щусева, Москва, 2015; в сокураторстве с А. В. Ипполитовым),
- «Анатомия смеха. Английская карикатура XVIII — первой трети XIX века» (ГМЗ «Царицыно», 2016),
- «Monument du costume. Картины жизни конца XVIII столетия» (ГМЗ «Царицыно», 2019),
- «Линия Рафаэля. 1520—2020» (Государственный Эрмитаж, 2020; в сокураторстве с З. В. Купцовой)[4]
- «Re:Renaissance. Егор Остров» (Росизо, 2022)
- Гравюры и рисунки: диалог искусств от Дюрера до Гойи (Государственный Эрмитаж, 2023; в сокураторстве с К. В. Красильниковой; первая выставка в Галерее графики Государственного Эрмитажа)
- «Формула Руси 17/20» (музей «Новый Иерусалим», 2023)

## Награды
- Трижды номинант премии The Art Newspaper Russia («Книга года» 2015 и 2016, «Выставка года» 2021)[5][6][7].
- Получатель гранта фонда Потанина за вклад в развитие Эрмитажа (2012, 2021, 2023)